# Labisia punctata
Labisia punctata là một loài thực vật có hoa trong họ Anh thảo. Loài này được (Reinw.) Airy Shaw mô tả khoa học đầu tiên năm 1960.